# Иванов, Дмитрий Трофимович
Дмитрий Трофимович Иванов (11 февраля 1915, Юрасов Хутор, Орловская губерния — 16 марта 1970, Орехово-Зуево, Московская область) — Герой Советского Союза, командир 306-го отдельного истребительно-противотанкового дивизиона 247-й стрелковой дивизии 69-й армии 1-го Белорусского фронта, капитан.

## Биография

### Ранние годы
Дмитрий Иванов родился 22 февраля 1915 года в селе Юрасов Хутор ныне Севского района Брянской области в семье служащего. Русский. Член КПСС с 1943 года. В 1929 году окончил семилетку в городе Севске. Переехал в Москву. Окончил рабфак в 1935 году. Работал на заводе.
В Красной Армии в 1937—1940 годах. После демобилизации был мастером цеха на заводе «Респиратор» в городе Орехово-Зуево Московской области.

### Военные годы
В июне 1941 года Иванова призвали в армию и направили на учёбу в Подольское артиллерийское училище.
6 октября 1941 года в составе спешно сформированного пехотного дивизиона курсантов артиллерийского училища курсант Иванов прибыл на Ильинский рубеж под город Малоярославец. 10-11 октября начались ожесточённые, кровопролитные бои, где Иванов воевал пулемётчиком. 12 октября враг через позиции павшего 3-го батальона пехотного училища прорвался в тыл курсантам. Передний фашистский танк шёл с красным знаменем на башне. Он первым был подбит, а Иванов из пулемёта уничтожил вылезших танкистов. Затем, заняв позицию у подбитого танка, он уничтожил до 20 солдат. Всего в этом бою было подбито 10 фашистских танков и 2 броневика. Курсанты, прочёсывая лес, захватили 17 гитлеровцев в плен. Ни в этот, ни в последующие 3 дня фашисты не смогли прорваться по Варшавскому шоссе к Москве.
В 1942—1944 годах Иванов сражался на Западном, Брянском, 1-м Белорусском фронтах. Получив звание младшего лейтенанта, он командовал артиллерийским взводом. В 1943 году Иванов был назначен командиром батареи, а в 1944 году командовал уже истребительно-противотанковым дивизионом.
Участвовал в освобождении городов Брянска, Жлобина, Ковеля, Хелма. Форсировал реку Западный Буг.
Летом 1944 года войска 1-го Белорусского фронта, прорвав укреплённую оборону гитлеровцев на Волыни, устремились к реке Висла, на западном берегу которой фашисты создали новый мощный рубеж обороны.
Иванов командовал 306-м отдельным истребительно-противотанковым дивизионом в звании капитана. В ночь на 29 июля 1944 года он организовал переправу батарей на левый берег реки Вислы, а затем и противотанковую оборону плацдарма в районе города Пулавы (Польша). Артиллеристы под его командованием участвовали в отражении 5 контратак пехоты и танков противника, удержав захваченный плацдарм. 1 августа 1944 года на позиции закрепившегося дивизиона враг бросил около 25 танков и 10 самоходок. Артиллеристы Иванова открыли огонь прямой наводкой. Было подбито 8 танков и 4 самоходки. В критический момент боя на позиции одного из взводов танки смяли 2 орудия. Иванов прибыл туда и гранатами лично подбил 2 танка, после чего организовал оборону из резервов. В результате Пулавский плацдарм был удержан. В январе 1945 года с него началось наступление советских войск к Одеру.
Иванов командовал дивизионом в Висло-Одерской операции, в ходе которой участвовал в боях за города Радом, Лодзь. В апреле 1945 года он был тяжело ранен на территории Германии в районе города Губен при ликвидации окружённой франкфурт-губенской группировки фашистов. До конца 1945 года лечился в госпитале.

### После войны
С 1947 года майор Иванов — в запасе. Жил в городе Орехово-Зуево. Окончил химико-механический техникум. Вновь работал на заводе «Респиратор», теперь инженером. Занесён в Книгу почёта предприятия. 

### Смерть
Дмитрий Трофимович Иванов умер 16 марта 1970 года, он похоронен в городе Орехово-Зуево.

## Награды
- Герой Советского Союза (25.09.1944) — «за образцовое выполнение боевых заданий командования на фронте борьбы с немецкими захватчиками и проявленные при этом отвагу и геройство» (медаль «Золотая Звезда» № 3099)
- Награждён орденом Ленина, орденами Красного Знамени, Александра Невского, Красной Звезды, медалями

## Память
Имя Иванова носят пионерский лагерь завода «Респиратор» и улица в городе Орехово-Зуево.